# Eafa
Eafa (732 circa – 762 circa) è stato un nobile anglosassone.

## Biografia
Eafa, figlio di Eoppa, sebbene membro della casata reale del Wessex e della linea maschile che andava da Cynric dei Gewisse a Egberto del Wessex, non fu mai re perché il trono fu usurpato dai rami minori della famiglia.

## Matrimonio e discendenza
Sposò una principessa del regno del Kent di cui non si conosce il nome e dalla quale ebbe un figlio:
- Ealhmund, che fu padre di Egberto del Wessex, primo sovrano d'Inghilterra.